# Club Deportivo Tenerife
Il Club Deportivo Tenerife, o più semplicemente Tenerife, è una società calcistica spagnola con sede nella città di Santa Cruz de Tenerife, nelle Isole Canarie. Milita nella Segunda División, la seconda divisione del campionato spagnolo di calcio.
Dal 1925 disputa le partite casalinghe allo Stadio Heliodoro Rodríguez López. Al 2021-2022 conta 13 stagioni in Primera División, 45 in Segunda División, 8 in Segunda División B, 3 in Tercera División e 40 nelle divisioni regionali. Tra i risultati di rilievo del club canario spiccano due quinti posti, ottenuti nel 1992-1993 e nel 1995-1996, una semifinale di Coppa del Re, raggiunta nel 1993-1994 contro il Celta Vigo, e una semifinale di Coppa UEFA, raggiunta nel 1996-1997 e persa contro lo Schalke 04. A livello di trofei non ufficiali vanta la vittoria di un Trofeo Joan Gamper, ottenuto nel 1993 battendo per 3-1 il Barcellona. Vive un'accesa rivalità con l'altra principale squadra delle Canarie, il Las Palmas.

## Storia
La data di fondazione del club è oggetto di controversia. Ufficialmente la dirigenza e la federcalcio spagnola concordano sull'8 agosto 1922 come data di fondazione, ma vi sono storici che la fanno risalire al 1912, data effettivamente più probabile.
Secondo la versione più credibile, il 21 novembre 1912 la società si formò a partire dal Club Nivaria, un sodalizio che a sua volta si era formato in seguito alla fusione fra Club Añaza e Club Inglés. Il nome di origine era quello di Tenerife Sporting Club, con presidente Juan Yanes Rodríguez. Ciò che accadde nel 1922 non fu altro che l'insediamento di una nuova dirigenza, capeggiata da Mario García Cames. Ciononostante, la data accettata come ufficiale della fondazione del club è l'8 agosto 1922. Vista l'incertezza si arrivò addirittura a celebrare il 50º anniversario sia nel 1962 sia nel 1972.
La Liga fu inaugurata nel 1928, ma la squadra militò nelle divisioni regionali, fino ad ascendere Segunda División nel 1953. La massima divisione fu raggiunta per la prima volta nel 1961, poi ci fu un'immediata retrocessione e per i successivi 27 anni la squadra giocò per lo più in seconda serie, eccezion fatta per tre stagioni in Tercera División e sei (di cui cinque di fila) in Segunda División B, la neonata terza divisione (istituita nel 1978).
Nel 1985, quando il Tenerife retrocesse per la seconda volta nella storia in Tercera, Javier Pérez divenne presidente del club. Ottanuta un'immediata risalita in seconda serie, due anni dopo la compagine canaria tornò in massima divisione dopo aver vinto i play-off contro il Betis (4-1 tra andata e ritorno).
Nel 1991 arrivò sulla panchina del Tenerife l'argentino Jorge Valdano, sotto la cui gestione il Tenerife sottrasse per due stagioni di fila il titolo spagnolo al Real Madrid (squadra in cui aveva militato Valdano come calciatore), sconfitto all'ultima giornata dai canarini per due volte, sempre a beneficio del Barcellona, laureatosi campione di Spagna. Nella stagione 1991-92 il Tenerife fu decisivo per l'assegnazione del titolo perché, battendo il Real Madrid per 3-2 in casa all'ultima giornata di campionato, evitò la propria retrocessione e aiutò il Barcellona a vincere il campionato per un punto. Anche l'anno dopo il Real Madrid affrontò il Tenerife all'ultima giornata in condizioni di vantaggio, avendo un punto di margine sul Barcellona, ma uscì sconfitto dallo stadio canario per 2-0, con titolo consegnato al Barcellona. Con il successo del 20 giugno 1993 il Tenerife suggellò un'annata memorabile, chiusa al quinto posto, miglior piazzamento di sempre nella Liga.
Nel 1993-1994 il Tenerife partecipò dunque alla Coppa UEFA, dove fu eliminato dalla Juventus agli ottavi di finale (2-4 il risultato complessivo), e arrivò in semifinale di Coppa del Re.
Nel 1995-1996, sotto la guida del tedesco Jupp Heynckes, la squadra si piazzò nuovamente quinta e raggiunse i quarti di finale di Coppa del Re. Nella Coppa UEFA 1996-1997 raggiunse la semifinale dopo aver eliminato Maccabi Tel Aviv, Lazio, Feyenoord e Brøndby, prima di cadere contro i futuri vincitori del torneo, i tedeschi dello Schalke 04.
Il declino di risultati che seguì portò il Tenerife in Segunda al termine della Liga 1998-1999 (penultimo posto in classifica), ma nel 2000-2001 l'allenatore Rafael Benítez centrò la promozione in massima serie, per poi lasciare la panchina canaria per sedersi su quella del Valencia. Il nuovo tecnico Pepe Mel non partì bene e dopo la pesante sconfitta in casa (0-6) contro il Barcellona lasciò il posto a Javier Clemente, che non fu in grado di evitare una nuova retrocessione. Oberato da 40 milioni di debiti, il Tenerife andò incontro a vari passaggi di proprietà.
Bisognò attendere il 2009 per rivedere la squadra in massima serie. Nel 2009-2010 la squadra lottò per la salvezza, ma capitolò all'ultima giornata, sconfitta dal Valencia, giunto terzo. Nel 2010-2011 vi fu una nuova retrocessione, la seconda consecutiva, che riportò il Tenerife in terza serie dopo 24 anni. Nel 2012-2013, però, la compagine canaria tornò in Segunda vincendo i play-off contro L'Hospitalet (3-2 il risultato complessivo).

## Colori e simboli

### Evoluzione della divisa
| 1912-1916 | 1916-1933 | 1933-1963 | 1963-1982 | 1982-1995 | 1995-2009 | 2009-oggi |

## Strutture

### Stadio

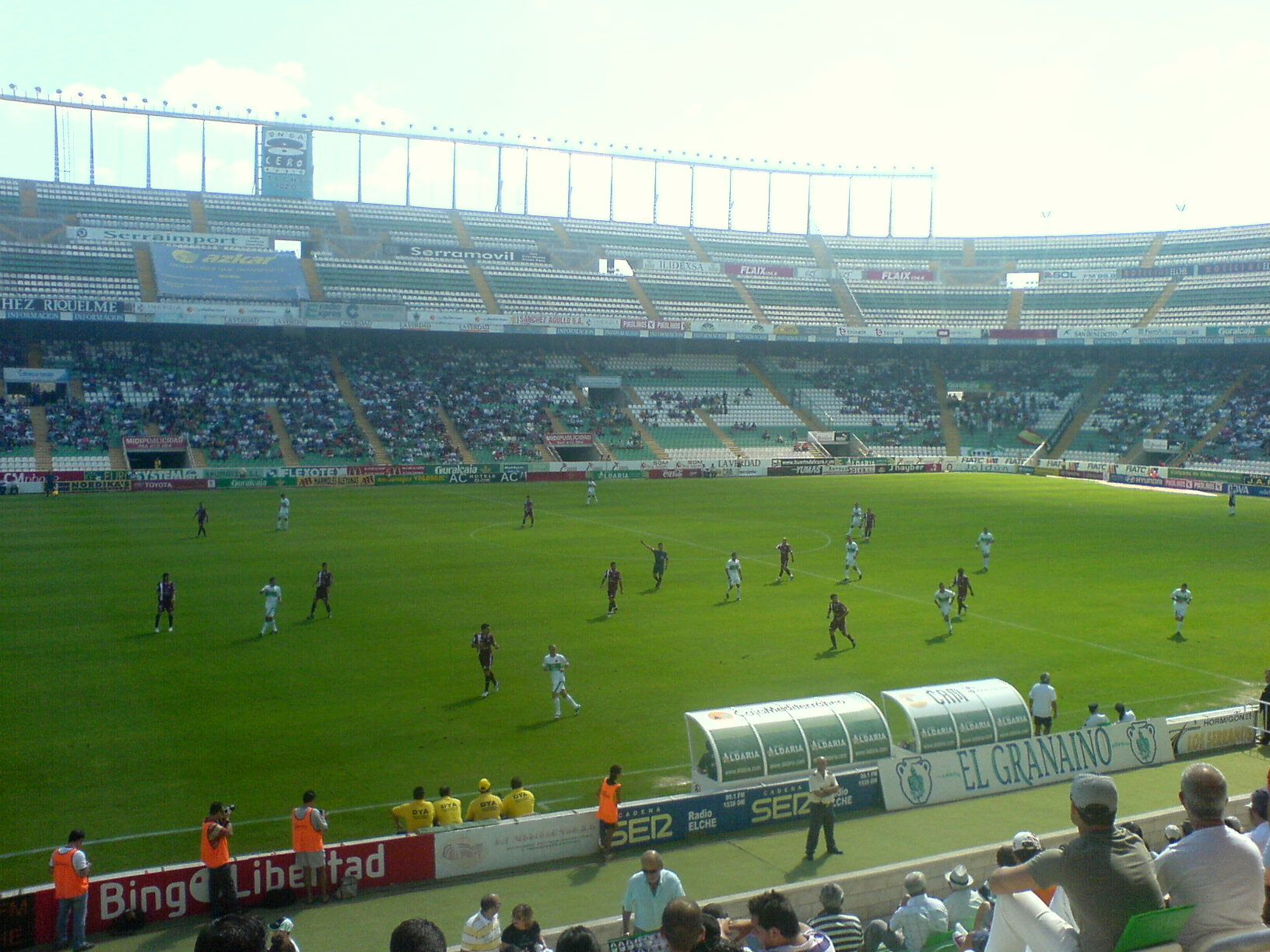
Elche - Tenerife nel 2008-2009

Il primo stadio in cui giocò il Tenerife era il Campo de Miraflores tra il 1913 e il 1925. L'Heliodoro Rodríguez López ha una capacità di 22.948 posti e la sua inaugurazione avvenne il 25 luglio 1925. All'inizio si trattava di un campo in terra battezzato Stadium. Nel 1949 si realizzarono le prime importanti modifiche per mano dell'allora presidente Heliodoro Rodríguez che rinnovò quasi completamente lo stadio. Una volta conclusi i lavori esso assunse il nome attuale. Nel 1952 il terreno dell'Heliodoro Rodríguez López, che fino ad allora era in terra, cambiò in erba, esordendo nel suo nuovo look il 31 agosto dello stesso anno in un match contro l'Atlético Madrid, finito con il risultato di 1-1.
In questo stadio, nella stagione 1996-1997, il Tenerife realizza per ben due volte la miglior goleada della storia nella Liga nella partita Tenerife-Compostela (6-0) e in Tenerife-Sporting Gijón (6-0). La squadra si allena nella Ciudad Deportiva de Geneto. I tifosi del Tenerife sono gemellati con quelli del Barcellona e vivono una accesa rivalità con quelli di Real Madrid, Real Valladolid e Las Palmas.

## Società

### Club Deportivo Tenerife B
Il Tenerife B è la squadra delle riserve del Tenerife, è stata fondata nel 1967 con il nome di Unión Deportiva Salud, nel 1995 cambia il nome in Tenerife B. Attualmente milita nella Tercera División campionato che ha già disputato 26 volte, ha partecipato anche a 3 campionati di Segunda División B e a 16 di Preferente. Gioca le partite interne nello stadio Centro Insular de Atletismo de Tenerife di 4.000 posti, l'allenatore è Quique Medina.

## Allenatori e presidenti

### Allenatori
- José Iglesias Fernández ()
- Carlos Muñiz ()
- Mariano Moreno ()
- Manuel Sanchís Martínez ()
- Olimpio Romero ()
- José Ramón Fuertes ()
- Alfredo Merino Tamayo ()
- Heriberto Herrera (1960-61)
- Ljubiša Broćić (1961)
- Eduardo Toba Muíño (1962-63)
- Felipe Mesones (1975-76)
- Dragoljub Milošević (1984-86)
- Martín Marrero (1986-87 e 2004)
- Benito Joanet (1988-89)
- Vicente Miera (1989-90)
- Xavier Azkargorta (1990-91)
- Jorge Solari (1991-92)
- Jorge Valdano (1992-94)
- Vicente Cantatore (1994-95)
- Jupp Heynckes (1995-97)
- Víctor Fernández (1997)
- Artur Jorge (1997-98)
- Juan Manuel Lillo (1998)
- Carlos Aimar (1998-99)
- Mauro Sandreani (1999)
- Fernando Castro Santos (1999-00)
- Felipe Miñambres (2000)
- Ángel Cappa (2000)
- Rafael Benítez (2000-01)
- Pepe Mel (2001-02)
- Javier Clemente (2002)
- Ewald Lienen (2002-03)
- David Amaral (2003-04, 2006 e 2011)
- Martín Marrero (2004)
- Pepe Moré (2004-05)
- José Antonio Barrios (2005)
- Quique Medina (2005)
- Antonio López (2005)
- Bernd Krauss (2006)
- Juan Martínez Casuco (2007)
- Toño Hernández (2007)
- José Luis Oltra (2007-10)
- Gonzalo Arconada (2010)
- Juan Carlos Mandía (2010-11)
- Antonio Tapia (2011)
- Antonio Calderón (2011–2012)
- Andrés García Tébar (2012)
- Quique Medina (2012)
- Álvaro Cervera (2012–2015)
- José Luis Martí (2015–2018)
- Joseba Etxeberria (2018)
- José Luis Oltra (2018–2019)
- Luis César Sampedro (2019)
- Aritz López Garai (2019)
- Rubén Baraja (2019–2020)
- Fran Fernández (2020)
- Luis Miguel Ramis (2020–2023)
- Asier Garitano (2023–(2024–)
- Óscar Cano (2024–)

### Presidenti
- Juan Yanes Rodríguez (1912-22)
- Mario García Cames (1922-25)
- Juan Muñoz Pruneda (1925-26)
- Fernando Arozarena Quintero (1926-27)
- Faustino Martín Alberto (1927)
- Fernando Arozarena Quintero (1927-28)
- Pelayo López e  Martín Romero (1928-46)
- Heliodoro Rodríguez López (1946-50)
- Antonio Perera Hernández (1950-52)
- Imeldo Bello Alonso (1952-56)
- José Badía Galván (1956-57)
- Lorenzo Machado Méndez (1957-59)
- Ricardo Hogdson Lecuona (1959-61)
- José Plasencia Martínez (1961-62)
- José López Gómez (1962-68)
- Eduardo Valenzuela Rodríguez (1968-69)
- José González Carrillo (1969-72)
- Domingo Pisaca (1972-73)
- Cristóbal González Cano (1973-75)
- Julio Santaella Benítez (1975-76)
- José López Gómez (1976-86)
- Javier Pérez Pérez (1986-02)
- Víctor Pérez Ascanio (2002-05)
- Miguel Concepción (2005-)

## Calciatori

### Vincitori di titoli
- Pichichi: 1

Juan Antonio Pizzi (1995-96)

## Palmarès

### Competizioni nazionali
- Segunda División: 1

1960-1961 (gruppo II)
- Segunda División B: 2

1986-1987, 2012-2013
- Tercera División: 1

1970-1971

### Competizioni regionali
- Campionato delle Canarie: 7

1914, 1915, 1916, 1932, 1940, 1941, 1942, 1943

### Tornei amichevoli
- Trofeo Gamper: 1

1993
- Trofeo Teide: 22

1973, 1974, 1976, 1981, 1982, 1984, 1986, 1989, 1991, 1992, 1993, 1994, 1995, 1996, 1997, 1998, 1999, 2003, 2004, 2007, 2008, 2010

### Altri piazzamenti
- Coppa di Spagna:

Semifinalista: 1993-1994
- Coppa UEFA:

Semifinalista: 1996-1997
- Segunda División:

Secondo posto: 1957-1958 (gruppo II), 2008-2009
Terzo posto: 2000-2001
- Segunda División B:

Secondo posto: 1982-1983 (gruppo I), 2011-2012 (gruppo I)
Terzo posto: 1979-1980 (gruppo I), 1988-1989

## Statistiche e record

### Partecipazioni ai campionati
Dalla stagione 1940-1941 alla 2022-2023 il club ha ottenuto le seguenti partecipazioni ai campionati nazionali:
| Livello | Categoria                             | Partecipazioni | Debutto   | Ultima stagione | Totale |
| ------- | ------------------------------------- | -------------- | --------- | --------------- | ------ |
| 1º      | Primera División                      | 13             | 1961-1962 | 2009-2010       | 13     |
| 2º      | Segunda División                      | 45             | 1953-1954 | 2022-2023       | 45     |
| 3º      | Tercera División / Segunda División B | 11             | 1968-1969 | 2012-2013       | 11     |
| 4º      | Campionati regionali                  | 32             | 1911-1912 | 1952-1953       | 32     |

### Dati generali

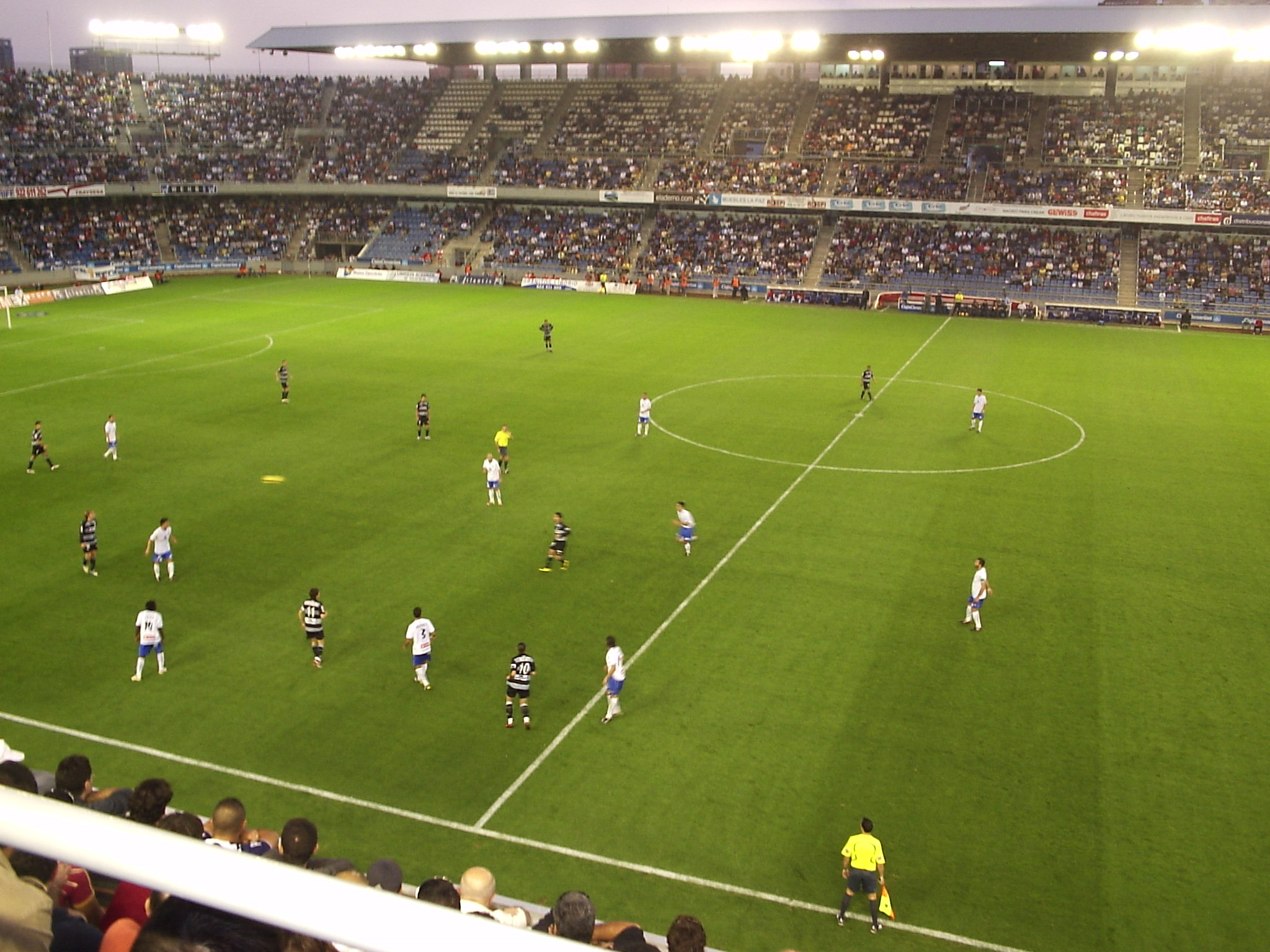
Tenerife - Real Sociedad nel novembre del 2008.

- Stagioni in Primera División: 13 (5° 1992-1993, 1995-1996)
- Stagioni in Segunda División: 36 (vincitore 1960-1961)
- Stagioni in Segunda División B: 8 (vincitore 1986-87)
- Stagioni in Tercera División: 3 (vincitore 1970-1971)
- Stagioni in Preferente: 22 (vincitore 1932)
- Stagioni in Coppa del Re: 46 (semifinale 1993-1994)
- Stagioni in Coppa della Liga: 4 (n/d)
- Stagioni in Coppa UEFA: 2 (semifinale 1996-1997)
- Vittoria più netta in campionato: Tenerife - Compostela 6-0 (casa 1996-1997), Villarreal - Tenerife 2-5 (trasferta 1998-1999)
- Sconfitta più pesante in campionato: Tenerife - Barcellona 0-6 (casa 2001-02), Athletic Bilbao - Tenerife 5-0 (trasferta 1961-1962)

### Statistiche nelle competizioni UEFA
Tabella aggiornata alla fine della stagione 2022-2023.
| Competizione                  | Partecipazioni | G  | V | N | P | RF | RS |
| ----------------------------- | -------------- | -- | - | - | - | -- | -- |
| Coppa UEFA/UEFA Europa League | 2              | 16 | 8 | 3 | 5 | 26 | 23 |

## Organico

### Rosa 2024-2025
Aggiornata al 28 novembre 2024.
| N. |                     | Ruolo | Calciatore       |
| -- | ------------------- | ----- | ---------------- |
| 1  | Spagna (bandiera)   | P     | Salvi Carrasco   |
| 2  | Spagna (bandiera)   | D     | David Rodríguez  |
| 3  | Spagna (bandiera)   | D     | Fernando Medrano |
| 4  | Spagna (bandiera)   | D     | José León        |
| 5  | Spagna (bandiera)   | D     | Sergio González  |
| 6  | Spagna (bandiera)   | D     | José Amo         |
| 7  | Spagna (bandiera)   | C     | Álvaro Romero    |
| 8  | Mali (bandiera)     | C     | Yussi Diarra     |
| 9  | Spagna (bandiera)   | A     | Ángel Rodríguez  |
| 10 | Colombia (bandiera) | C     | Marlos Moreno    |
| 11 | Spagna (bandiera)   | C     | Luismi Cruz      |
| 12 | Brasile (bandiera)  | D     | Rubén González   |
| 13 | Spagna (bandiera)   | P     | Tomeu Nadal      |
| 14 | Spagna (bandiera)   | D     | Adrià Guerrero   |

| N. |                    | Ruolo | Calciatore            |
| -- | ------------------ | ----- | --------------------- |
| 15 | Francia (bandiera) | C     | Yann Bodiger          |
| 16 | Spagna (bandiera)  | C     | Aitor Sanz (capitano) |
| 17 | Spagna (bandiera)  | C     | Waldo Rubio           |
| 18 | Spagna (bandiera)  | A     | Enric Gallego         |
| 19 | Spagna (bandiera)  | A     | Alejandro Cantero     |
| 20 | Spagna (bandiera)  | C     | Maikel Mesa           |
| 21 | Spagna (bandiera)  | C     | Teto Martín           |
| 22 | Francia (bandiera) | D     | Jérémy Mellot         |
| 23 | Spagna (bandiera)  | D     | Juande Rivas          |
| 24 | Spagna (bandiera)  | D     | Josep Gayá            |
| 25 | Spagna (bandiera)  | P     | Edgar Badia           |
| 33 | Spagna (bandiera)  | C     | Aarón Martin          |
| 34 | Spagna (bandiera)  | A     | Yanis Senhadji        |